# Henri Dorie
Saint Pierre-Henri Dorie (23 septembre 1839 à Saint-Hilaire-de-Talmont en Vendée - 8 mars 1866  près de Séoul en Corée) est un missionnaire et martyr catholique français.
Prêtre des Missions étrangères, il fit partie du Groupe des 103 martyrs de Corée, fut béatifié à Rome le 6 octobre 1968 par Paul VI puis canonisé à Séoul le 6 mai 1984 par Jean-Paul II. Ce fut la première canonisation qui eut lieu hors de Rome. Ce saint est fêté le 8 mars.

## Biographie
Fils de Pierre Dorie, qui était laboureur, et de Geneviève Bignonneau, Henri Dorie est né à midi au village du Port de la Guittière. Il avait sept frères et sœurs.
À l’âge de dix ans, il demande lui-même à entrer au petit séminaire de la Bauduère à Olonne. Il poursuit ses études au grand séminaire de Luçon, de 1860 à 1862, puis attiré par les missions lointaines, il présente sa candidature et est admis au séminaire des Missions Étrangères de Paris, rue du Bac. Le 21 mai 1864, il est ordonné prêtre.
En 1864, afin de rejoindre la Mandchourie où il a été affecté, il quitte Marseille pour l’Égypte avec d'autres jeunes prêtres. Au Caire, ils visitent la mosquée et le tombeau de Méhémet Ali, puis à Suez, s’embarquent pour l'Orient. À Ceylan, où ils font escale, le groupe chante devant le prince de la ville : L'Indien n'est-il pas notre frère, Fils, comme nous, de l'Éternel. Le Prince en fut ravi. Le voyage se poursuit par Singapour, Saïgon, puis Hong Kong. Il arrive enfin à Ing Tsè en Mandchourie, but de son voyage, le 28 octobre 1864.
Après un voyage épuisant de plusieurs mois, il arrive en janvier 1865 dans la province de Leao Tong. Là, il vit dans un petit village dont la moitié de la population est chrétienne. Il écrit à sa famille qu'il est entouré d'amour et de respect et qu'il y a un échange intense entre ses hommes et lui. Embarqué sur une jonque en bois et en paille, il débarque clandestinement en Corée avec quatre autres missionnaires, tous revêtus de la tenue de deuil locale dont le voile leur cache le visage afin de ne pas être reconnus comme Européens.
C’est en chaise à porteur que les missionnaires entrent dans Séoul. Ils découvrent la ville immense, agglomération de huttes de terre serrées les unes contre les autres le long de rues étroites où coulent les eaux d'égouts. Pendant quinze jours, ils vivent cachés par l’évêque dans une cabane rustique. Henri Dorie est affecté à la communauté chrétienne de Sonkol, située à sept lieues de là, mais par prudence, il continue à se cacher. S'il est conscient du risque de persécutions, il estime qu'il ne risque que d'être renvoyé en Chine. Dans la dernière lettre qu'il adresse à ses parents, Kim (Père spirituel), c'est ainsi que l'appellent les Coréens, exprime son bonheur et son espérance en cette nation qu'il pense devenir bientôt un pays de paix.
À la suite d'une visite des Russes qui menacent son pays, le régent de Corée décrète un édit de persécution. Le 23 février 1866, l'évêque Berneux est incarcéré et un arrêt de mort est pris contre lui et huit autres missionnaires. Henri Dorie ne cherche pas à fuir, on le jette en prison le 28. 
Le 8 mars 1866, monseigneur Berneux et les pères Henri Dorie, Just de Bretenières et Louis Beaulieu sont conduits à l'extérieur de la ville de Séoul. Devant une foule immense, ils sont torturés à coup de rotins et on leur brise les jambes avant de les décapiter d’un coup de sabre. Les corps sont ensuite exposés à la vue des passants durant quatre jours.
Le 4 décembre 1866, en présence de l’évêque du diocèse et de cinquante prêtres, une grande fête symbolique eut lieu à Saint-Hilaire-de-Talmont en l'honneur d'Henri Dorie. La communauté rassemblée chanta un Te Deum et d'innombrables oriflammes flottèrent sur la ville autour d’un arc de triomphe.
Lors de son départ du grand séminaire un de ses condisciples avait écrit une chanson sur lui qui se terminait approximativement par cette phrase prémonitoire :
	Au nom de Jésus tu auras la tête tranchée,
	et deux fois par an viendra la Saint Henri.[réf. nécessaire]

## Lieu de naissance
On peut visiter, dans la rue qui porte désormais son nom, la maison natale de saint Henri Dorie, à la Guittière, Talmont-Saint-Hilaire.

## La Maison Saint-Henri-Dorie
[réf. nécessaire]
À La Roche-sur-Yon, la maison Saint-Henri-Dorie a ouvert ses portes en septembre 2003. Elle reçoit de jeunes chrétiens de dix-huit à trente ans, qui veulent approfondir leur foi et le sens qu’ils souhaitent donner à leur vie. Tout en poursuivant leurs études ou leur travail, ils peuvent y rester une année.
"Après les travaux, la chambre d'Henri est restée en l'état. La charpente du grenier mérite le coup d’œil. Apposée aux murs d'une salle du rez-de-chaussée, une exposition, sobre et évocatrice, souligne le parcours d'Henri depuis son enfance jusqu'à son martyre en Corée et les réalités actuelles de l'Église en Corée." (Réf : https://nominis.cef.fr/contenus/saint/6057/Saint-Pierre-Henri-Dorie.html)
(Plus d'informations : https://egliseenvendee.fr/saint-pierre-henri-dorie-le-20-septembre/)

## Le Camp-vélo Saint-Henri-Dorie
Le Camp-vélo Saint-Henri-Dorie  (CSHD), est un camp itinérant à travers la Vendée. Il est ouvert aux garçons de 15 à 18 ans et se déroule généralement au début du mois de juillet. Il a eu lieu pour la première fois du 2 au 5 juillet 2013 entre Saint-Philbert-de-Grand-Lieu et Luçon. Ce sont les séminaristes du diocèse de Luçon qui ont en charge la préparation et l'animation de ce camp.
Le patronage de saint Henri Dorie donne trois dimensions spirituelles à ce camp : 
- missionnaire : saint Henri faisait partie des MEP ; le CSHD voit aussi l'urgence de l'évangélisation en Vendée aujourd’hui : c'est la première vocation du CSHD.
- locale : saint Henri était vendéen et aimait sa terre ; le CSHD veut donner aux jeunes l'occasion de connaître le patrimoine historique, culturel et spirituel de la Vendée.
- vocationnelle : saint Henri était prêtre ; le CSHD veut proposer un lieu où les jeunes peuvent prendre le temps de se poser la question d'un appel particulier à suivre le Christ comme prêtre.